# Juegos prohibidos (serie de televisión)
Juegos prohibidos es una miniserie argentina romántica-policial del año 1986, protagonizada por la actriz venezolana Mayra Alejandra y el actor paraguayo Arnaldo André.
Fue producida por Raúl Lecouna y Canal 9, y escrita por Ligia Lezama y la dupla de guionistas compuesta por los argentinos Jorge Maestro y Sergio Vainman.

## Sinopsis
Un policía (Arnaldo André) simpático y atractivo atraviesa un período particularmente intenso de su vida entre el esclarecimiento de un robo monumental a un casino de Mar Del Plata y el amor tan inesperado como apasionado que surge al conocer a una bella y dulce mujer (Mayra Alejandra) de quien consigue sus más íntimos secretos.

## Producción
A fines de 1985 empezó la producción de los 13 capítulos de la miniserie, que se grabó totalmente en exteriores, también en Mar del Plata.
El tema musical de Juegos prohibidos fue la canción Sandra, interpretada por el cantautor italiano Nicola Di Bari, quien hizo una versión de su canción Rosa cambiando el nombre de Rosa en Sandra pues así se llamaba la protagonista de la historia.

## Elenco
- Mayra Alejandra – Sandra
- Arnaldo André
- Guillermo Francella
- Reina Reech
- Sergio Omar Occhipinti